# Episodi di Poirot (terza stagione)
La terza stagione di Poirot è composta da 11 episodi della durata di 52 minuti.
| nº | Titolo originale                 | Titolo italiano                                   | Prima TV Inghilterra | Prima TV Italia |
| -- | -------------------------------- | ------------------------------------------------- | -------------------- | --------------- |
| 1  | The Mysterious Affair at Styles  | Poirot a Styles Court                             | 16 settembre 1990    | 1991            |
| 2  | How Does Your Garden Grow?       | Come va il vostro giardino?                       | 6 gennaio 1991       | 1992            |
| 3  | The Million Dollary Bond Robbery | Il furto da un milione di dollari in obbligazioni | 13 gennaio 1991      | 1992            |
| 4  | The Plymouth Express             | L'espresso per Plymouth                           | 20 gennaio 1991      | 1992            |
| 5  | Wasps' Nest                      | Nido di vespe                                     | 27 gennaio 1991      | 1992            |
| 6  | The Tragedy at Mardson Manor     | La tragedia di Marsdon Manor                      | 3 febbraio 1991      | 1992            |
| 7  | The Double Clue                  | Doppio indizio                                    | 10 febbraio 1991     | 1992            |
| 8  | The Mystery of the Spanish Chest | Il mistero della cassapanca spagnola              | 17 febbraio 1991     | 1992            |
| 9  | The Theft of the Royal Ruby      | L'avventura del dolce di Natale                   | 24 febbraio 1991     | 1992            |
| 10 | The Affair at the Victory Ball   | Il ballo della vittoria                           | 3 marzo 1991         | 1992            |
| 11 | The Mystery of Hunter's Lodge    | Il mistero di Hunter's Lodge                      | 10 marzo 1991        | 1992            |

## Poirot a Styles Court
- Titolo originale: The Mysterious Affair at Styles
- Diretto da: Ross Devenish
- Scritto da: Clive Exton

### Trama
In questo episodio in due parti, il capitano Arthur Hastings, ferito durante la prima guerra mondiale e rispedito in patria, viene invitato dal vecchio amico John Cavendish nella sua tenuta familiare di Styles Court, dove vive col fratello Lawrence e la madre Emily Inglethorp. Arrivato laggiù, Hastings si accorge subito della tensione presente nell'aria, a causa della presenza di Alfred Inglethorp, neo marito di Emily, più giovane di lei di quasi 20 anni. In questa imbarazzante situazione accade l'irreparabile: Emily Inglethorp muore dopo una lunga notte di sofferenza per avvelenamento da stricnina; a quel punto tutti gli abitanti di Styles Court puntano il dito contro Alfred. Fortunatamente, nel piccolo paesino risiede, insieme ad altri rifugiati di guerra, l'ex detective della polizia belga Hercule Poirot, amico di Hastings, che si offre subito di risolvere il caso. Ha così inizio la carriera investigativa di Poirot.
- Cast: David Suchet (Hercule Poirot), Hugh Fraser (Arthur Hastings), Philip Jackson (Ispettore Japp), Beatie Edney (Mary Cavendish), David Rintoul (John Cavendish), Gillian Barge (Emily Inglethorp), Michael Cronin (Alfred Inglethorp), Joanna McCallum (Evelyn Howard), Anthony Calf (Lawrence Cavendish), Allie Byrne (Cynthia Murdoch), Lala Lloyd (Dorcas), Michael Godley (dott. Wilkins), Penelope Beaumont (signora Raikes).
- Romanzo originale: Poirot a Styles Court

## Come va il vostro giardino?
- Titolo italiano alternativo: Il seme del sospetto
- Titolo originale: How Does Your Garden Grow?
- Diretto da: Brian Farnham

### Trama
Poirot è a Chelsea per una cerimonia dove ad una rosa viene dato il nome stesso del famoso investigatore. Qui conosce un'anziana donna che gli regala una busta di semi che scoprirà essere vuota. In seguito l'investigatore apprende che la stessa donna gli aveva scritto una richiesta di aiuto. Il giorno dopo Poirot si reca da lei ma nel frattempo la signora è stata avvelenata.
- Racconto originale: Come va il vostro giardino?, terzo racconto del libro In tre contro il delitto.

## Il furto da un milione di dollari in obbligazioni
- Titolo italiano alternativo: Furto da un milione di dollari
- Titolo originale: The Million Dollary Bond Robbery
- Diretto da: Andrew Grieve

### Trama
La London and Scottish Bank sta spedendo un grosso quantitativo di obbligazioni a New York a bordo del transatlantico Queen Mary. A Poirot, accompagnato dall'inseparabile capitano Hastings, che soffre terribilmente di mal di mare, viene chiesto di controllare che le obbligazioni attraversino l'Atlantico senza problemi.
- Racconto originale: Un furto da un milione di dollari in obbligazioni, quinto racconto del terzo libro Poirot indaga.

## L'espresso per Plymouth
- Titolo italiano alternativo: Sfortunate coincidenze
- Titolo originale: The Plymouth Express
- Diretto da: Andrew Piddington

### Trama
Un imprenditore marittimo australiano vuole che Poirot controlli i pretendenti della figlia. La giovane donna quindi fa un viaggio sul Plymouth Express ma viene uccisa sul treno per sottrarle la cassetta di gioielli che trasportava.

## Nido di vespe
- Titolo originale: Wasps' Nest
- Diretto da: Brian Farnham

### Trama
Poirot visita un giardino nel quale le vespe hanno costruito un grosso nido in un albero cavo. Incontra il figlio di un vecchio amico in compagnia della sua fidanzata, una modella, e Poirot sospetta che siano entrambi in pericolo. Deve risolvere un mistero che include cianuro, freni difettosi e vite intricate. Nel frattempo, Hastings ha un nuovo hobby che Poirot trova utile per risolvere il caso.

## La tragedia di Marsdon Manor
- Titolo italiano alternativo: Assassino fantasma
- Titolo originale: The Tragedy at Mardson Manor
- Diretto da: Renny Rye

### Trama
Poirot viene convocato a Marsdon dal proprietario di una locanda di campagna per risolvere un omicidio. Ma il locandiere è uno scrittore in erba di thriller e l'omicidio si rivela inventato, lasciando Poirot alquanto infastidito. Per fortuna però si verificherà presto un vero omicidio (apparentemente sovrannaturale) nella grande casa. Le cose diventano ancora più interessanti quando una giovane moglie sostiene che un albero nel suo giardino sia posseduto da un fantasma che ride, e ci sono anche segni di magia nera africana. Poirot prepara un'astuta imboscata per stanare l'assassino, confidando nel fatto che alla fine si riveli un essere umano.
- Romanzo originale: La tragedia di Marsdon Manor, secondo racconto del terzo libro Poirot indaga.

## Doppio indizio
- Titolo originale: The Double Clue
- Diretto da: Andrew Piddington

### Trama
Japp, seriamente preoccupato che un fallimento possa costargli il lavoro, chiede l'aiuto di Poirot per investigare su una serie di furti di gioielli e accadono due cose interessanti. Poirot si infatua della bella e intelligente contessa Vera Rossakoff e affronta una mente criminale che trova degna di lui. Siccome la contessa è la principale sospettata, Poirot passa molto del suo tempo con lei - il che lascia per una volta a Hastings e Miss Lemon, preoccupati per questo insolito innamoramento di Poirot, la maggior parte del lavoro investigativo.

## Il mistero della cassapanca spagnola
- Titolo italiano alternativo: Delitto all'arma bianca
- Titolo originale: The Mystery of the Spanish Chest
- Diretto da: Andrew Grieve

### Trama
Poirot viene chiamato ad aiutare una donna che vive nella paura di suo marito, la quale lo invita ad una cena fra amici a casa sua. Il giorno dopo il corpo del marito viene ritrovato nella cassapanca spagnola che tutti avevano sotto gli occhi la sera prima. Il colonnello Curtiss, il principale sospettato, chiama persino poco saggiamente Poirot "un detective". Poirot scopre che l'omicidio si impernia su di un duello combattuto dieci anni prima. 
- Racconto originale: Il mistero della cassapanca spagnola, secondo racconto del libro In tre contro il delitto.

## L'avventura del dolce di Natale
- Titolo italiano alternativo: Indagine di Natale
- Titolo originale: The Theft of the Royal Ruby
- Titolo originale alternativo: The Adventure of the Christams Pudding
- Diretto da: Andrew Grieve

### Trama
Poirot si prepara a celebrare un tranquillo Natale con una scatola di raffinati cioccolatini di pasticceria ma deve abbandonare i suoi piani quando il governo inglese gli chiede aiuto. Il principe Farouk, un giovane membro della famiglia reale egiziana in visita a Londra, ha perso il suo famoso rubino e questo diventa presto un problema di sicurezza nazionale. Il principe poco saggiamente aveva prestato il gioiello a una strana giovane donna che è prontamente svanita con esso e Poirot elabora un piano complicato per catturare il ladro, utilizzando desideri romantici fuorvianti.

## Il ballo della vittoria
- Titolo italiano alternativo: Il ballo in maschera
- Titolo originale: The Affair at the Victory Ball
- Diretto da: Renny Rye

### Trama
Poirot partecipa al Ballo della Vittoria, un party in costume nel quale ci si deve presentare travestiti da qualcuno di famoso; Poirot si rifiuta di indossare un costume e parteciperà impersonando sé stesso, famoso investigatore. Quando due membri della festa vengono trovati morti, Poirot si trova a lavorare con l'ispettore capo Japp per risolvere il caso. La soluzione alla morte del visconte Cronshaw e di Coco Courtney risiede nel determinare l'ora esatta della morte e nell'identificare un impostore al ballo. Poirot va in onda e rivela l'identità dell'assassino in una trasmissione radio della BBC.

## Il mistero di Hunter's Lodge
- Titolo italiano alternativo: La battuta di caccia
- Titolo originale: The Mystery of Hunter's Lodge
- Diretto da: Renny Rye

### Trama
Hercule Poirot accompagna il suo amico, il capitano Hastings, a un weekend di caccia nella casa di Harrington Pace, ma non si diverte molto. Essendo rimasto a lungo ad assistere alla caccia nel rigido freddo della campagna, un'influenza lo blocca a letto ma quando Pace viene assassinato nel suo studio, si alza per aiutare l'ispettore Japp a risolvere il caso. Pace non era molto benvoluto soprattutto per come trattava le persone che lo circondavano. Rifiutava di riconoscere il suo illegittimo fratellastro, che aveva lavorato nella tenuta di famiglia come guardacaccia, negandogli persino un piccolo prestito che gli avrebbe consentito di sposarsi. I suoi due nipoti non beneficiavano della ricchezza di famiglia in quanto era stato loro detto che forse avrebbero ereditato qualcosa alla sua morte. La soluzione al caso risiede nell'identificare correttamente la governante, Mrs. Middleton, che Pace aveva assunto per un mese e determinando esattamente il suo ruolo in questo affare misterioso.
- Romanzo originale: Il mistero di Hunter's Lodge, quarto racconto del terzo libro Poirot indaga.